# Арешт
Арешт — кримінальне покарання, що полягає в триманні засудженого військовослужбовця в умовах ізоляції на гауптвахті і встановлюється на строк від одного до шести місяців. Арешт є лише основним покаранням.

## Відбування арешту
Засуджені військовослужбовці відбувають арешт на гауптвахті, куди вони направляються в десятиденний строк після одержання розпорядження суду про виконання вироку. На гауптвахті тримаються роздільно засуджені військовослужбовці (надалі — з.в.) з числа офіцерського складу окремо від інших категорій; з.в., які мають звання прапорщиків, мічманів, сержантів і старшин окремо від військовослужбовців рядового складу; з.в., які проходять службу за призовом окремо від з.в., які проходять службу за контрактом.
Порядок та умови відбування арешту з.в. визначаються КВК України та нормативно-правовими актами Міністерства Оборони України. Під час відбування арешту з.в. не може отримати чергове військове звання, бути призначеним на вищу посаду, переведеним на нове місце служби, звільнений з військової служби (крім непригодності за станом здоров'я). Але з.в. під час відбування арешту виплачується оклад за поточне військове звання.
За сумлінну поведінку і ставлення до військової служби до з.в. можуть застосовуватися заохочення у виді подяки, дострокового зняття раніше накладеного стягнення чи зарахування часу відбування арешту в загальний строк військової служби повністю або частково. За порушення порядку відбування покарання до з.в. можуть застосовуватися такі заходи стягнення, як догана чи переведення в одиночну камеру на строк до десяти діб. Правом застосування заходу заохочення у виді зарахування часу відбування арешту до загального строку військової служби користується лише начальник органу управління Військової служби правопорядку у Збройних Силах України. Правом застосування інших заходів заохочення і стягнення користуються начальник органу управління Військової служби правопорядку у Збройних силах України і начальник гарнізону.

## Арешт до 2024 року
До 2024 року арешт призначався всім особам (з окремими винятками) і означав тримання засудженого в умовах ізоляції в арештних домах. Особливістю цього покарання була сувора ізоляція від зовнішнього світу (зокрема, заборонялись побачення, крім фахівців у галузі права), однак після 2014 року умови відбування були значно пом'якшені. 

### Порядок виконання
Особи, засуджені до арешту, відбували це покарання в арештних домах за місцем засудження. Весь строк покарання засуджений перебував в одному арештному домі, крім виняткових випадків (хвороба, забезпечення безпеки тощо).
Засуджені трималися в умовах ізоляції від суспільства у камерах з роздільним триманням чоловіків, жінок, неповнолітніх, засуджених, які раніше притягалися до кримінальної відповідальності, засуджених, які раніше відбували покарання в місцях позбавлення волі і засуджених, які раніше працювали в суді, органах прокуратури, юстиції та правоохоронних органах. На засуджених до арешту поширювалися права, обов'язки, заборони і обмеження, встановлені законодавством для осіб, які відбувають покарання у виді позбавлення волі. Їм заборонялися тривалі побачення з будь-якими особами, однак вони мали право на короткострокове побачення один раз на місяць (обмеження не поширювалося на побачення з адвокатами та іншими фахівцями у галузі права), неповнолітні — без обмежень, на отримання грошових переказів та на одержання і відправлення листів і телеграм без обмежень. Засуджені мали право витрачати гроші з особових рахунків без обмеження їх обсягу. Їм надавалася щоденна прогулянка до однієї години, а неповнолітнім — до двох годин.
Станом на 1 січня 2023 року 271 особа відбувала покарання у виді арешту.

### Залучення до праці та забезпечення засуджених
До праці засуджені до арешту не залучалися. Передбачалася лише можливість залучення їх до робіт з благоустрою арештних домів та поліпшення житлово-побутових умов засуджених або до допоміжних робіт із забезпечення арештних домів продовольчими товарами без оплати праці в порядку черговості та не більше двох годин на день.
Матеріально-побутове забезпечення та медичне обслуговування засуджених до арешту здійсювалося органами виконання покарань відповідно до норм, встановлених для осіб, які відбувають покарання у виді позбавлення волі.

### Заходи заохочення та стягнення
- За сумлінну поведінку до осіб, засуджених до арешту, могли застосовуватися такі заходи заохочення, як подяка та дострокове зняття раніше накладеного стягнення.
- За порушення порядку відбування покарання в арештному домі до осіб, засуджених до арешту, могли бути застосовані такі заходи стягнення, як догана або поміщення в карцер на строк до десяти діб.
- Порядок застосування цих заходів регулювався КВК України і здійснювався начальником арештного дому чи його заступником. Стягнення у виді поміщення в карцер застосовувалося в порядку, встановленому для осіб, позбавлених волі.

## Інші країни
Арешт як вид покарання існує або існував у таких країнах, як Іспанія, Китай, Білорусь, Латвія, Литва, Грузія.